# Venezillo orosioi
Venezillo orosioi är en kräftdjursart som först beskrevs av Stanley B. Mulaik 1960.  Venezillo orosioi ingår i släktet Venezillo och familjen Armadillidae. Inga underarter finns listade i Catalogue of Life.